# Rosa Alba Testamento
Rosa Alba Testamento (Salerno, 1º aprile 1977) è una politica italiana, deputata della XVIII legislatura.

## Biografia
Laureata in archeologia, è insegnante. Viene eletta alla deputata con il Movimento 5 Stelle nel 2018.
Il 19 febbraio 2021 viene espulsa dal Movimento 5 Stelle per aver votato contro la fiducia al Governo Draghi. Aderisce quindi alla componente L'Alternativa c'è del Gruppo misto. Termina il proprio mandato parlamentare nel 2022.
Alle elezioni regionali in Molise del 2023 si candida consigliere con Costruire Democrazia, nella coalizione di centro-sinistra, ma ottiene solo 306 preferenze e non viene eletta.